# Città di Latrobe
La città di Latrobe è una Local Government Area che si trova nello Stato di Victoria. Essa si estende su una superficie di 1.422 chilometri quadrati e ha una popolazione di 72.396 abitanti. La sede del consiglio si trova a Morwell.